# 스위칭 (전기)
스위칭(switching)은 전기 신호의 온오프 전환을 말한다. 이는 기계적인 장치를 이용한 전환 뿐만이 아니라, 트랜지스터와 같은 반도체를 이용한 전환 또한 일컫는다.

## 스위칭 소자
소자가 스위칭 등의 동작을 위해 사용될 때, 여기서 사용되는 소자를 스위칭 소자라고 부른다.

## 같이 보기
- 반도체 소자
- 인버터
- 게이트 턴 오프 사이리스터 (GTO)
- 절연 게이트 양극성 트랜지스터 (IGBT)